# Черга

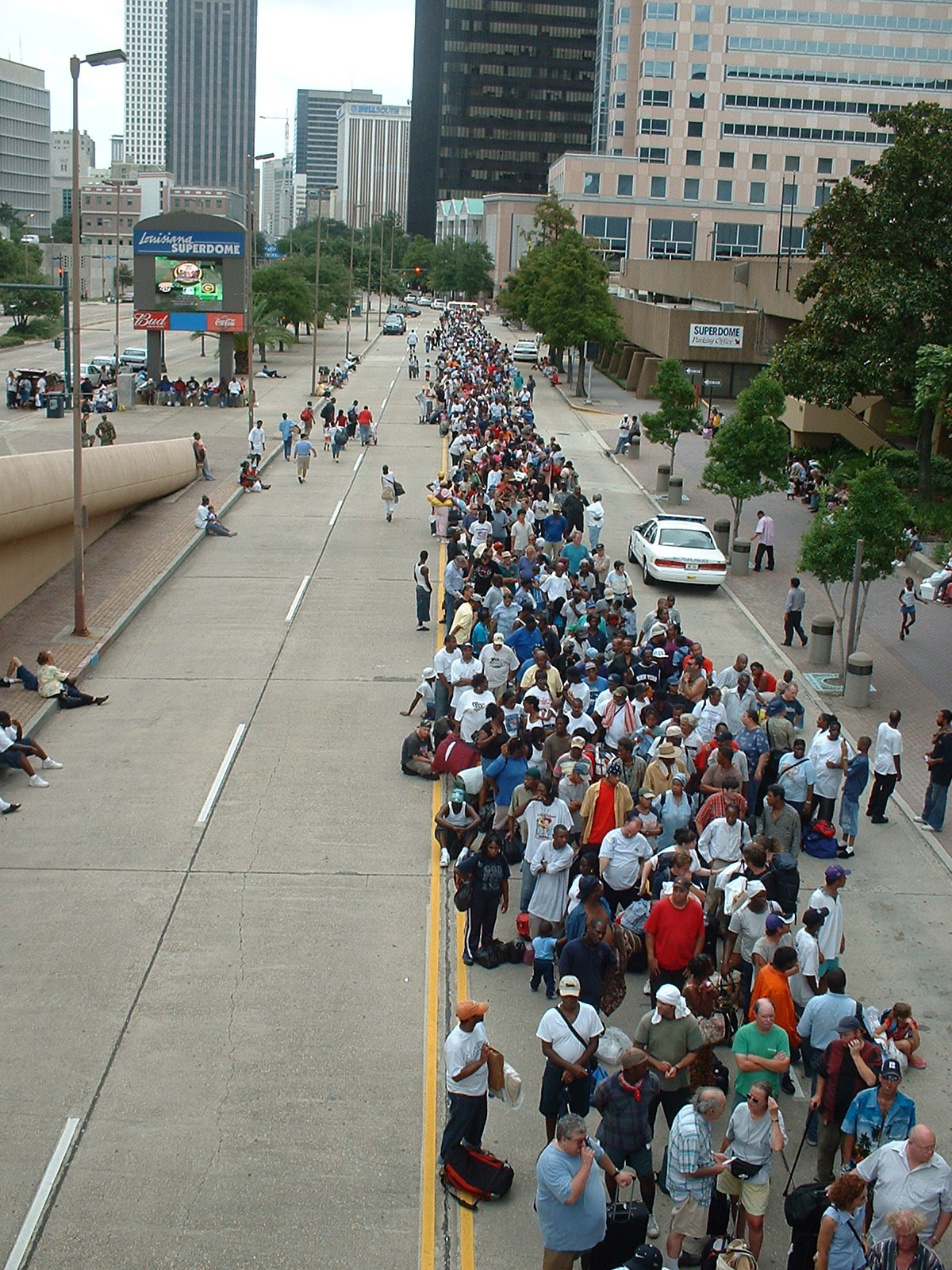
Чергу до притулку в Новому Орлеані після урагану Катріна

Черга — послідовність в групі людей, які стали один за одним для одержання або здійснення чого-небудь (наприклад, можливості зробити покупку в магазині, надання житлової площі і т.д.). Жива черга — порядок розташування, що потребує особистої присутності всіх тих, хто чекає чого-небудь. Існують різні види організації черг: від фактичної, до послідовності імен, що записана в комп'ютері. 
Черги за дефіцитними товарами були типовими в повсякденному житті радянського населення. 
У радянському соціумі черга існувала у фізичному вимірі — черги у магазинах на придбання харчових продуктів, деяких непродовольчих товарів, отримання послуг, і у віртуальному — списки на отримання житла, на право придбання автомобіля та побутової техніки. Тому кожен радянський громадянин одночасно і постійно протягом життя перебував у кількох чергах, фактично завжди існуючи в стані очікування.